# Zweite Schlacht um den Flughafen Donezk
Die Zweite Schlacht um den Flughafen Donezk war eine militärische Auseinandersetzung im Russisch-Ukrainischen Krieg um die Kontrolle des Flughafens Donezk zwischen Truppen der Ukraine auf der einen und Milizen der selbstproklamierten Volksrepublik Donezk sowie Freischärlerverbänden der Russischen Föderation auf der anderen Seite.
Als Beginn dieser zweiten Schlacht um das weitläufige Gelände gilt der 28. September 2014. Die Auseinandersetzung steht stellvertretend für das Scheitern des Waffenstillstandes, der mit dem Protokoll von Minsk erst am 5. September 2014 vereinbart worden war. Sämtliche Anlagen des Flughafens wurden innerhalb von drei Monaten durch Artillerie- und Panzerbeschuss beider Seiten nahezu vollständig zerstört.

## Vorgeschichte

### Erste Schlacht
Der Flughafen befindet sich nur rund zwei Kilometer vom Hauptbahnhof von Donezk entfernt. Russlandfreundliche Separatisten hatten in der Stadt im April 2014 die sogenannte „Volksrepublik Donezk“ ausgerufen und begannen in der Folge, verschiedene Verwaltungsgebäude und strategisch wichtige Positionen zu besetzen. Im Zuge dieser Aktionen attackierten bewaffnete Kämpfer Ende Mai 2014 auch das Flughafengelände. Sie drangen am 26. Mai in das Terminal ein. Ukrainische Verbände starteten daraufhin einen Angriff mit Luftunterstützung und vertrieben die Freischärler am nächsten Tag.

### Russisch-Ukrainischer Krieg und Ausgangslage

Übersichtskarte – Zweite Schlacht um den Flughafen Donezk

Ende Mai begannen die Kämpfe zwischen Freiwilligenmilizen mit Freischärlern aus der Russischen Föderation mit den Truppen der Ukraine zu eskalieren. Nach schweren Gefechten hatten die ukrainefeindlichen Kräfte weite Teile des Gebietes verloren, das sie ursprünglich beansprucht, aber nie kontrolliert hatten. Die Niederlage der Aufständischen wurde durch eine Umkehrung des Kriegsverlaufes vereitelt, für die die Ukraine und die NATO reguläre Truppen der Russischen Föderation verantwortlich machen. Ukrainische Verbände wurden entlang der gesamten Frontlinie im Donbass zurückgedrängt. Der Flughafen Donezk blieb allerdings in der Hand ukrainischer Truppen, bis im September der Waffenstillstand von Minsk die Kämpfe zunächst beendete.
Freiwilligenverbände der Russischen Föderation und die übrigen Kämpfer der Volksrepublik Donezk hielten zu diesem Zeitpunkt das Stadtgebiet südlich des Flughafens und die Siedlung Spartak der Nachbarstadt Awdijiwka im Osten des Geländes. Regierungstruppen der Ukraine hielten die Dörfer nördlich und Pisky westlich der Startbahn und den Flughafen selbst.

### Ziele
Ukrainische Stellen waren der Ansicht, dass der Flughafen nach der Vereinbarung von Minsk Teil des Gebiets der Ukraine sei, so dass Gegenangriffe, mit dem Ziel, die prorussischen Kräfte wieder von dem Gelände zu vertreiben, gerechtfertigt seien. Weiterhin nahm man in Kiew an, dass die Freischärler den Flughafen benutzen könnten, um Nachschub aus der Russischen Föderation einzufliegen. Dazu hätte nur die mit Einschlagskratern übersäte Landebahn repariert werden müssen, was innerhalb weniger Tage möglich wäre. Auch erlangte das Flugfeld durch die vielen Opfer der Kämpfe hohe Symbolkraft und die Regierung in Kiew fürchtete, dass die Aufständischen und ihre russischen Verbündeten, gestärkt durch einen möglichen Sieg in Donezk, weitere Städte in der Ukraine, insbesondere Charkiw, bedrohen könnten.

## Verlauf

### Beginn
Obwohl es seit Unterzeichnung des Waffenstillstandes immer wieder zu kurzen Artillerieduellen gekommen war, markieren erst die Todesopfer vom 28. September 2014 den Beginn der zweiten Schlacht. Mehrere ukrainische Soldaten starben bei einem Feuerüberfall und anschließenden Gefechten. Mit Granatwerferfeuer, gelenkt durch Beobachter von hohen Gebäuden der Stadt, begannen prorussische Milizen am nächsten Tag, die ukrainischen Truppen am Flughafen zu beschießen. Am 1. Oktober drangen sie mit Panzern und Infanterie von Süden aus Donezk auf das Flughafengelände vor und besetzen das Treibstofflager und einige Hangars. In den folgenden Tagen drangen sie weiter vor und arbeiteten sich durch Werkstatt- und Servicegebäude bis in die Nähe des alten Terminals vor, wo die Ukrainer ihren Vormarsch stoppten.
Die Milizen verkündeten am 9. Oktober 2014, nach zahlreichen Angriffen ihrerseits, die nahezu vollständige Eroberung des Flughafens, ukrainische Truppen hielten jedoch weiterhin die beiden Terminals und den Tower. Nachdem die Aufständischen sich Zugang zum neuen Terminal verschafft hatten, entbrannten dort Kämpfe, bei denen zeitgleich beide Seiten Teile des Gebäudes hielten. Durch einen Artillerieschlag brach ein Stockwerk des neuen Terminals schließlich zusammen.
Ukrainische Truppen gaben das alte Terminal am 5. Dezember nach schwerem Beschuss nach eigenen Angaben auf. Am 31. Dezember versuchten Freischärlerverbände den Ort Pisky westlich des Flugfeldes zu erobern, nach ukrainischen Angaben konnte man den Ort halten.

### Januar 2015
Am 13. Januar beschossen die separatistischen Kräfte erneut das neue Terminal und den Tower mit Artillerie. Ein Teil des Towers brach daraufhin zusammen.
Bei einer erneuten Offensive um den 16. Januar gelang es den prorussischen Kämpfern, nahezu alle Gebäude des Flughafens am südöstlichen Rand der Start- und Landebahn zu erobern. Ukrainische Kämpfer hielten nur noch Teile des neuen Terminals.
Der ukrainische Präsident kündigte am 18. Januar eine Gegenoffensive an. Nach erneuten Kämpfen stellten ukrainische Soldaten wieder die Verbindung zur Ruine des neuen Terminals her, das weitere schwere Schäden erlitt, als prorussische Kräfte am 19. Januar eine Etage zum Einsturz brachten, um die ukrainischen Truppen im darunterliegenden Geschoss zu treffen.
Die Ukrainer gaben die Ruine des neuen Terminals nach eigenen Angaben vom 22. Januar wieder auf, um andere Stellungen zu beziehen.
Nach der Schlacht kam es zu Misshandlungen (teilweise auch zu Tötungen) von ukrainischen Kriegsgefangenen durch Angehörige der Milizen. Hierbei wirkten deren Anführer Michail Tolstych und Arseni Pawlow wesentlich mit.

## Die Rolle Russlands

### Unterstützung der Freischärler
Die Unterstützung der Freischärler durch die Russische Föderation gilt als sicher. Die Ukrainer schätzen, dass die Russische Föderation Ende Januar 2015 zwischen 8.000 und 9.500 verdeckt operierende Soldaten in der Ostukraine im Einsatz hatte. Russland bestritt dagegen auch Ende Januar, dass eigene reguläre Truppen in der Ukraine kämpfen würden.

### Offiziell
Verlautbarungen der Russischen Föderation beschränkten sich auf Verurteilungen von ukrainischem Artilleriefeuer auf Wohngebiete in Donezk. Weiterhin bezeichnete man die Versuche der Ukraine, im Januar 2015 den Flughafen zurückzuerobern, als „strategischen Fehler“. Beobachter schätzten russische Verlautbarungen, die neue Friedensverhandlungen fordern, als unaufrichtig ein. Präsident Putin habe kein Interesse an einer Beilegung des Konfliktes, da der gelegen käme, weil er von den innenpolitischen Problemen in Russland selbst ablenke.
Dass die Freischärlermilizen ihre Angriffe aus diesen Wohngebieten heraus starteten, oder dass das Abkommen von Minsk durch die Milizen verletzt wurde, sei es durch die Offensivtätigkeit oder den Einsatz ausländischer Söldner, wie dem tschetschenischen „Smert“-Bataillons, wurde dagegen von Russland nicht thematisiert.

## Galerie

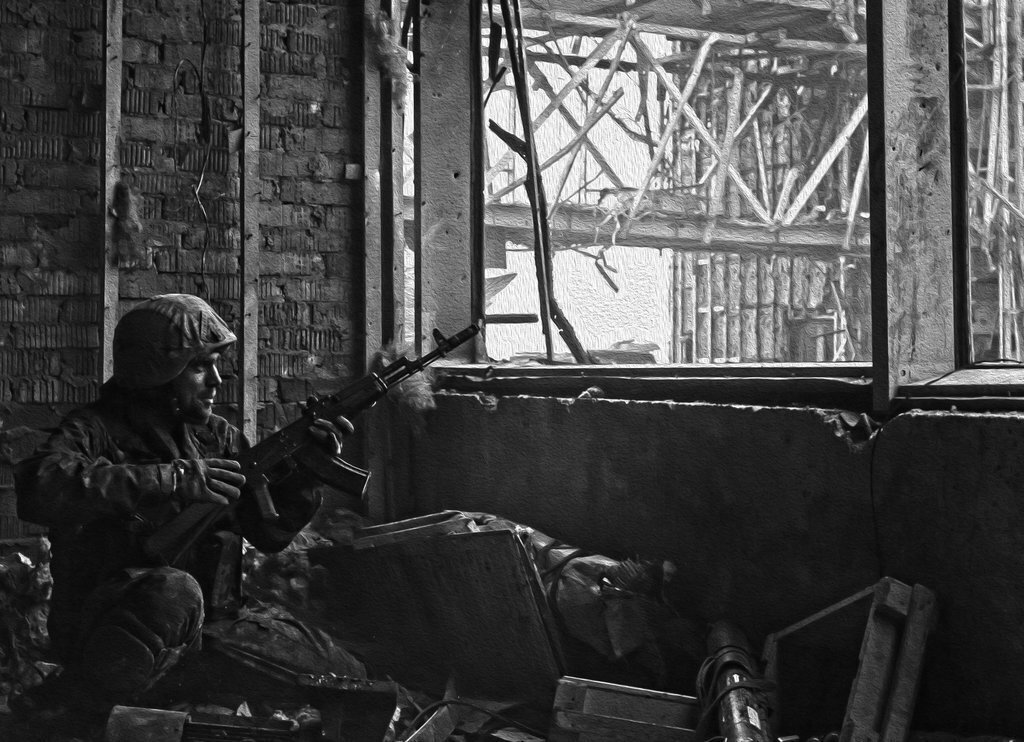
Ein ukrainischer Soldat während der Kämpfe
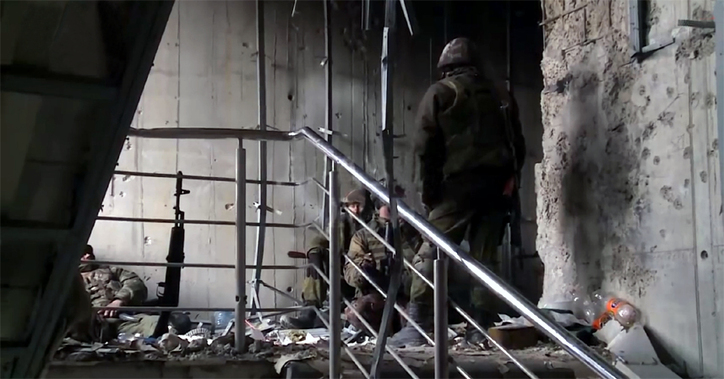
Prorussische Kämpfer dringen weiter in den Flughafen vor
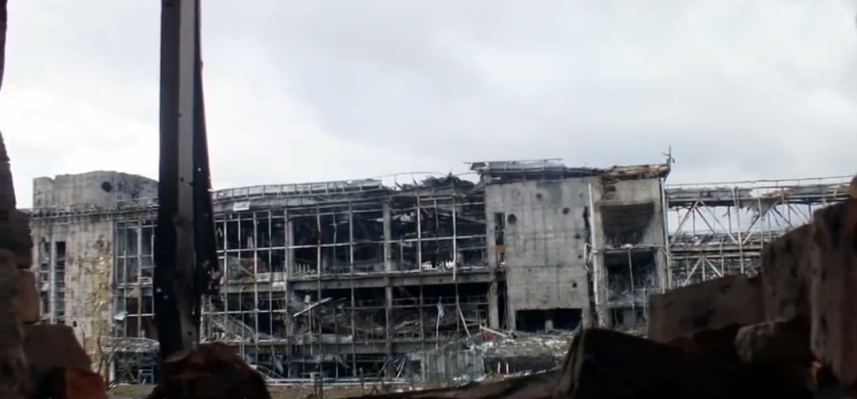
Reste des Neuen Terminals, im Dezember 2014 vom alten Terminal aus fotografiert
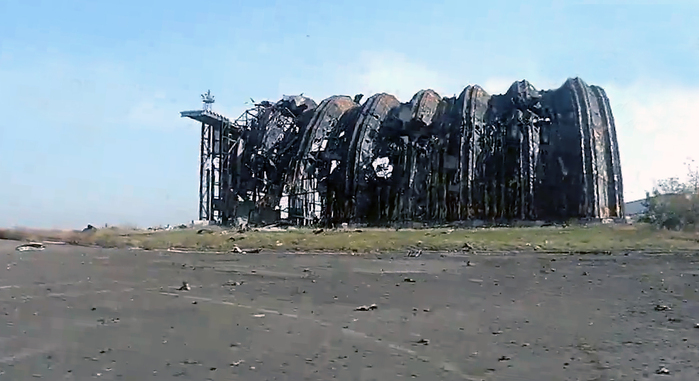
Der große Hangar im Oktober 2014
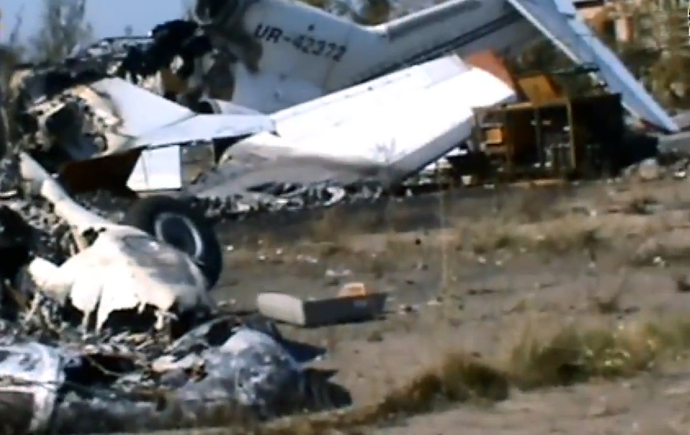
Zerstörte Jakowlew Jak-42 der Donbassaero
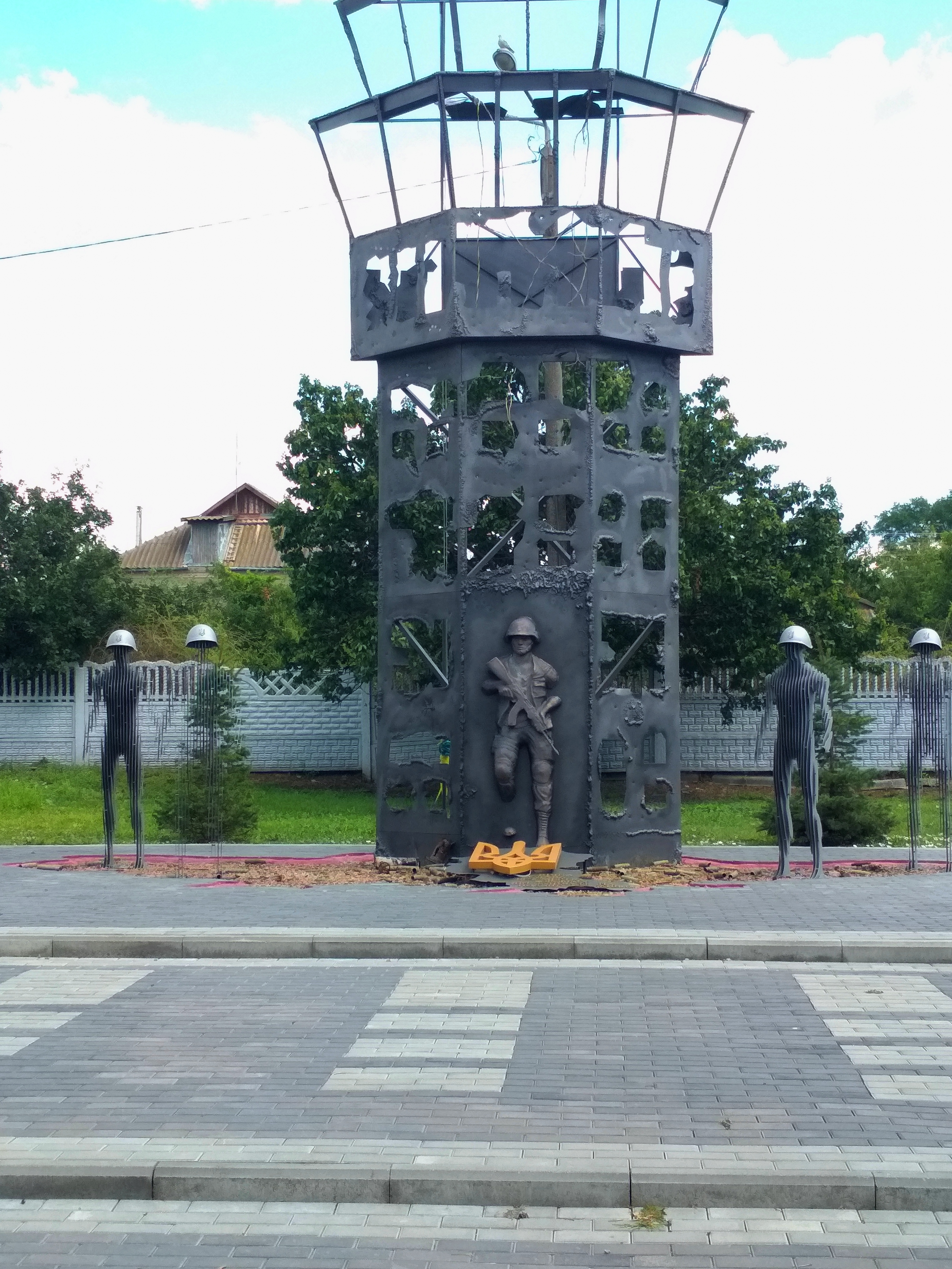
Denkmal in Dobroslaw für die gefallenen ukrainischen Soldaten während der Schlacht um den Flughafen